# Intercisa

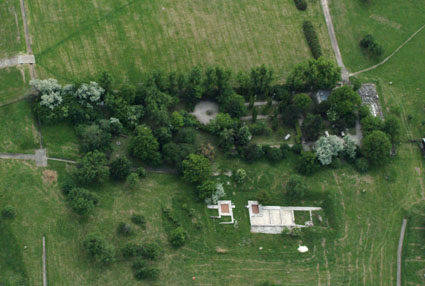
Fragment miejscowych wykopalisk z lotu ptaka

Intercisa (castellum Intercisa) – rzymska forteca na pograniczu w Panonii (limes Pannonicus); dzisiejsze Dunaújváros w komitacie Fejér. Położona ok. 70 km na południe od Budapesztu (rzymskie Aquincum), jedna z najbardziej znanych i najlepiej zbadanych fortyfikacji rzymskich na granicy dunajskiej.

## Historia
Założona w latach 91-93 n.e. jako typowy, otoczony wałem ziemno-palisadowym obóz wojskowy (castrum) przez wojska rzymskie przybyłe w tę okolicę w połowie I wieku. Placówkę tę spaloną podczas wojny z sarmackimi Jazygami (117-119 n.e.), odbudowano za rządów Hadriana jako większe założenie obronne, a następnie (prawdopodobnie za panowania Antonina Piusa) przekształcono w duże umocnienie stałe (castellum) otoczone murem kamiennym. W sąsiedztwie wcześnie zaczęła się rozwijać przyobozowa osada (vicus) zasiedlona przez okoliczną ludność cywilną.
Intercisę, stanowiącą ważne ogniwo w łańcuchu naddunajskich fortyfikacji Rzymian (limes Sarmatiae), odwiedzał cesarz Hadrian (124 r.), Septymiusz Sewer z synami (202), prawdopodobnie też Karakalla (214). Stacjonowały tam oddziały wojsk pomocniczych (auxilia), głównie jazdy pochodzącej z różnych stron imperium. Pod koniec lat dwudziestych IV stulecia dokonano kolejnej przebudowy i unowocześnienia fortecy, będącej nadal istotnym punktem strategicznym podczas najazdów wojowniczych Jazygów i innych plemion sarmackich oraz germańskich (Markomanów, Kwadów) w III i IV wieku. Utrzymując się jako rzymska placówka wojskowa jeszcze w początkowym okresie wędrówek ludów, opuszczona została dopiero wraz z ostateczną ewakuacją Rzymian z Panonii w 433 r.
W X wieku miejscowość poświęcona św. Pantaleonowi otrzymała nazwę Pentele (później znana jako Duna-Pentele). Uległa ona stopniowemu zniszczeniu i całkowitemu wyludnieniu podczas tureckich najazdów i okupacji osmańskiej w XVI-XVII wieku.

## Badania i wykopaliska

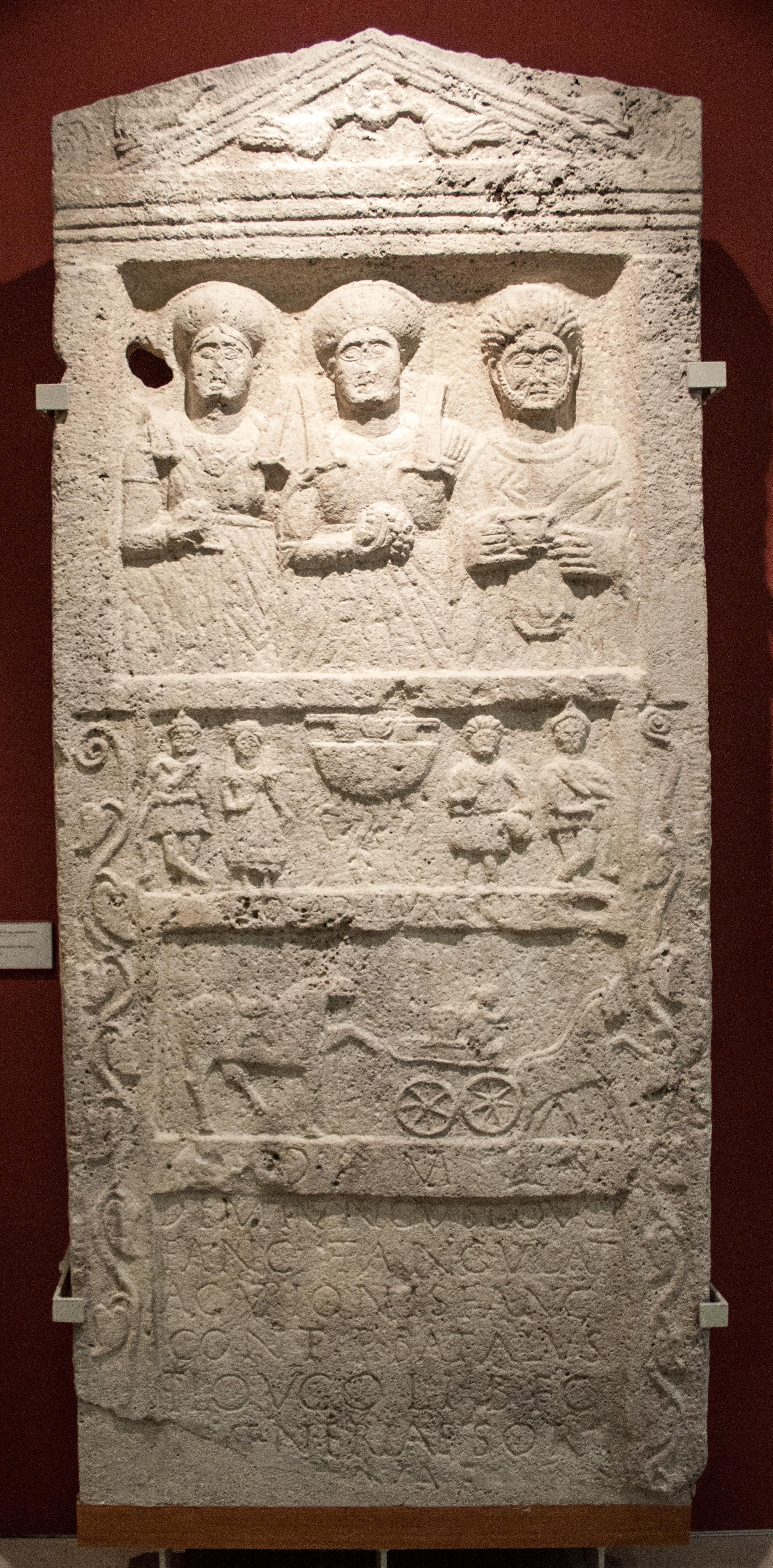
Nagrobek tubylczej rodziny z czasów Hadriana

Pozostałości Intercisy stosunkowo dobrze przetrwały średniowiecze i czasy późniejsze, co poświadczają opisy i mapy Marsigliego z I poł. XVIII wieku. Pierwszych zniszczeń dokonano dopiero w połowie XVIII stulecia, podczas ponownego zasiedlania tego terenu przez napływową ludność poszukującą m.in. materiału budowlanego dla swych siedzib. W trakcie tych działań wprawdzie nie doznały poważnych szkód ruiny większych budowli, natomiast już wcześniej ofiarą rabunkowych poszukiwań padły liczne pochówki nekropolii południowej. Pochodzące z nich znaleziska zwróciły jednak uwagę stołecznego Muzeum Narodowego na znaczenie tego miejsca i spowodowały w 1903 podjęcie na płaskowyżu Öreghegy prac wykopaliskowych pod kierunkiem E. Mahlera i A. Heklera. Prowadzone aż do wybuchu I wojny światowej, kontynuowane były w okresie międzywojennym przez Z. Oroszlána oraz I. Paulovicsa, będącego też autorem pierwszej monografii Intercisy (1927). 
Na większą skalę zakrojone prace badawcze po wojnie zainicjowała w 1949 decyzja o budowie nowego miasta przemysłowego na tym terenie, co spowodowało konieczność podjęcia intensywnych wykopalisk ratowniczych. Prowadzili je L. Barkóczi i K. Sági (1949) oraz ich następcy (E.B. Vágó i in.); pierwsze kompleksowe wyniki opublikowano w 1954/1957 r. W 1976 uzupełniła je publikacja badań tzw. nekropolii południowo-wschodniej. Od 1962 ratownicze wykopaliska prowadzono na poszerzonym obszarze w związku z ciągłą rozbudową miasta. Sukcesywnie uczestniczyli w nich niemal wszyscy późniejsi znani archeolodzy węgierscy, a długoletnie prace badawcze na obszarze Intercisy stały się polem doświadczalnym węgierskiej archeologii.